# ポール・タゼウェル
ポール・タゼウェル（Paul Tazewell）は、アメリカ合衆国の舞台、ダンス、オペラ、テレビ、映画の衣裳デザイナーである。ニューヨーク大学ティッシュ・スクール・オブ・ジ・アーツで学んだ後、ブロードウェイでキャリアを始めた。トニー賞を1回、プライムタイム・エミー賞を1回受賞し、またアカデミー賞にも2回ノミネート、1回受賞している。
1996年に『Bring in 'Da Noise, Bring in 'Da Funk』で衣裳デザイナーとしてブロードウェイデビューした。彼はリン＝マニュエル・ミランダのミュージカル『ハミルトン』（2016年）により、トニー賞ミュージカル衣裳デザイン賞を受賞した。他にも、『カラーパープル』（2006年）、『IN THE HEIGHTS イン・ザ・ハイツ』（2008年）、『メンフィス』（2010年）、『欲望という名の電車』（2012年）、『Ain't Too Proud』（2019年）、『MJ』（2022年）、『Suffs』（2024年）でもトニー賞候補となった。
2021年に公開されたスティーヴン・スピルバーグ監督の映画『ウエスト・サイド・ストーリー』での貢献により、アフリカ系アメリカ人男性としては史上初めてアカデミー賞衣裳デザイン賞にノミネートされた。さらに『The Wiz Live!』（2016年）でプライムタイム・エミー賞を受賞した。
2024年の映画『ウィキッド ふたりの魔女』で黒人男性として初めてアカデミー衣裳デザイン賞を受賞した。

## 生い立ちと教育
オハイオ州アクロンで生まれ、ノースカロライナ芸術学校とニューヨーク大学のティッシュ・スクール・オブ・ジ・アーツを卒業した 。2003年から2006年までペンシルベニア州ピッツバーグのカーネギーメロン大学で衣裳デザインのレジデントアーティストと准教授を務めた。

## キャリア
1996年の『Bring in 'Da Noise, Bring in 'Da Funk』（トニー賞候補作）を始めとして、数十のブロードウェイ作品の衣裳をデザインしている。キャリアの中で、アフリカ系アメリカ人やラテン系アメリカ人が多く出演する舞台作品の衣裳を手がけている。その他に衣裳を手がけた作品には、『オン・ザ・タウン』（リバイバル）、『カラーパープル』、『ガイズ&ドールズ』（リバイバル）、『メンフィス』、『ドクトル・ジバゴ』、『サイド・ショウ』、『欲望という名の電車』、『Lombardi』、『奇跡の人』（リバイバル）、『Magic/Bird』、『陽なたの干しぶどう』（リバイバル）、『ハミルトン』、『Elaine Stritch at Liberty』、『Boston Marriage』、『Ruined』、『One Flea Spare』、『Flesh and Blood』、『Harlem Song』がある。
地方劇場では、アリーナ・ステージ、ガスリー・シアター、グッドマン・シアター、ラ・ホーヤ・プレイハウスなどで衣裳デザインを手がけた。バレエにおいては、ボストン・バレエ、パシフィック・ノースウエスト・バレエ団、ボリショイ劇場、オペラにおいては、グリマーグラス・オペラ、セントルイス・オペラ・シアター、ヒューストン・グランド・オペラ、ワシントン・ナショナル・オペラ、ENO、メトロポリタン・オペラなどに参加している。

## クレジット

### 映画
- ハリエット Harriet (2019)
- ウエスト・サイド・ストーリー West Side Story (2021)
- ウィキッド ふたりの魔女 Wicked (2024)
- Wicked: For Good（英語版） (2025)

### テレビ
- The Wiz Live! (2015)
- 不死細胞ヒーラ ヘンリエッタ・ラックスの永遠なる人生（英語版） The Immortal Life of Henrietta Lacks (2017)
- Jesus Christ Superstar Live in Concert (2018)

### 舞台
- Before It Hits Home (1992)
- Bring in 'Da Noise, Bring in 'Da Funk (1996)
- オン・ザ・タウン On the Town (1998)
- Fascinating Rhythm (1999)
- Boston Marriage (2002)
- Elaine Stritch at Liberty (2002)
- Caroline, or Change (2003)
- 陽なたの干しぶどう A Raisin in the Sun (2004)
- カラーパープル（英語版） The Color Purple (2005)
- IN THE HEIGHTS イン・ザ・ハイツ（英語版） In the Heights (2008)
- ガイズ&ドールズ Guys and Dolls (2009)
- メンフィス（英語版） Memphis (2009)
- Fetch Clay, Make Man (2010)
- Lombardi (2010)
- 奇跡の人 The Miracle Worker (2010)
- ジーザス・クライスト・スーパースター Jesus Christ Superstar (2012)
- 欲望という名の電車 A Streetcar Named Desire (2012)
- Magic/Bird (2012)
- サイド・ショウ（英語版） Side Show (2014)
- ハミルトン Hamilton (2015)
- ドクトル・ジバゴ（英語版） Doctor Zhivago (2015)
- Summer: The Donna Summer Musical (2018)
- Escape to Margaritaville (2018)
- Ain't Too Proud (2019)
- MJ (2022)
- Mr. Saturday Night (2022)
- Suffs (2024)
- Death Becomes Her (2024)

## 受賞とノミネート
| 賞                               | 年             | 部門                                                   | 候補作品                                | 結果       | 参照   |
| -------------------------------- | -------------- | ------------------------------------------------------ | --------------------------------------- | ---------- | ------ |
| アカデミー賞                     | 2021（第94回） | 衣裳デザイン賞                                         | ウエスト・サイド・ストーリー            | ノミネート | [ 9 ]  |
| アカデミー賞                     | 2024（第97回） | 衣裳デザイン賞                                         | ウィキッド ふたりの魔女                 | 受賞       | [ 10 ] |
| ブラック・リール賞               | 2020           | 衣裳デザイン賞                                         | ハリエット                              | ノミネート |        |
| ブラック・リール賞               | 2022           | 衣裳デザイン賞                                         | ウエスト・サイド・ストーリー            | ノミネート |        |
| シカゴ映画批評家協会賞           | 2021           | 衣裳デザイン賞                                         | ウエスト・サイド・ストーリー            | ノミネート |        |
| 衣裳デザイナー組合賞             | 2016           | SF/ファンタジーテレビ賞                                | The Wiz Live!                           | ノミネート |        |
| 衣裳デザイナー組合賞             | 2019           | バラエティ・リアリティコンペティション・ライブテレビ賞 | Jesus Christ Superstar Live in Concert! | ノミネート |        |
| 衣裳デザイナー組合賞             | 2021           | バラエティ・リアリティコンペティション・ライブテレビ賞 | ハミルトン                              | 受賞       |        |
| 衣裳デザイナー組合賞             | 2022           | 時代映画賞                                             | ウエスト・サイド・ストーリー            | ノミネート |        |
| クリティクス・チョイス・アワード | 2022           | 衣裳デザイン賞                                         | ウエスト・サイド・ストーリー            | ノミネート |        |
| ローレンス・オリヴィエ賞         | 2015           | 衣裳デザイン賞                                         | メンフィス                              | ノミネート |        |
| ローレンス・オリヴィエ賞         | 2018           | 衣裳デザイン賞                                         | ハミルトン                              | ノミネート |        |
| プライムタイム・エミー賞         | 2016           | バラエティ・ノンフィクション・リアリティ番組衣裳賞     | The Wiz Live!                           | 受賞       |        |
| プライムタイム・エミー賞         | 2018           | バラエティ・ノンフィクション・リアリティ番組衣裳賞     | Jesus Christ Superstar Live in Concert! | ノミネート |        |
| トニー賞                         | 1996           | 衣裳デザイン賞                                         | Bring in 'da Noise, Bring in 'da Funk   | ノミネート |        |
| トニー賞                         | 2006           | ミュージカル衣裳デザイン賞                             | カラーパープル                          | ノミネート |        |
| トニー賞                         | 2008           | ミュージカル衣裳デザイン賞                             | IN THE HEIGHTS イン・ザ・ハイツ         | ノミネート |        |
| トニー賞                         | 2010           | ミュージカル衣裳デザイン賞                             | メンフィス                              | ノミネート |        |
| トニー賞                         | 2012           | 演劇衣裳デザイン賞                                     | 欲望という名の電車                      | ノミネート |        |
| トニー賞                         | 2016           | ミュージカル衣裳デザイン賞                             | ハミルトン                              | 受賞       |        |
| トニー賞                         | 2019           | ミュージカル衣裳デザイン賞                             | Ain't Too Proud                         | ノミネート |        |
| トニー賞                         | 2022           | ミュージカル衣裳デザイン賞                             | MJ the Musical                          | ノミネート |        |